# 大橋拓
大橋 拓（おおはし たく）は、NHKのアナウンサー。

## 人物
神奈川県出身。相模原市立清新中学校、神奈川県立相模原高等学校、東京大学卒業後、2010年4月に入局。

## 嗜好・挿話
- メガネをかけている[3]。
- 趣味はライブ鑑賞[4]。
- 子供の頃、テレビを見る時間が決まっていたためラジオを聞くようになり、特に地元のコミュニティーFMを社会人になる頃までよく聞いていた[5]。
- 小学3年生の頃から新聞を読んでいる[6]。
- 中学生の頃はウェブサイトを作成し、大学生の頃は動画共有サイトへ投稿をしていた[7]。
- 大学生の頃、英語劇サークルと並行し、"腰のキレ"を重視したダンスをやりメンバーを自ら集め学園祭に出演。その際、PR動画を動画共有サイトに投稿したことがある[7]。
- 小学生の頃から弁護士を志し大学でも法律の勉強をしていた。しかし、企画から最後のアウトプットまで全て携われる仕事をしたいと考えるようになり、偶然見たNHKの採用サイトからアナウンサーを志望した[7]。
- 2020年初頭に2か月間､スタンフォード大学に客員研究員として滞在した[7][8]｡
- 好きな作家は朝井リョウ[9]。
- 座右の書は堺屋太一『平成三十年』[9]。
- 興味のあることは社会学・カルチャー・経済[9]。
- 高校生の頃、アルバム『STYLE』に衝撃を受けて以来安室奈美恵のファンであり、一番好きな曲として『ALARM』を上げている[10]。また、『今日は一日“安室奈美恵”三昧 in OKINAWA』、沖縄金曜クルーズ きんくる『引退直前SP 沖縄からありがとう! 安室奈美恵さん』、『安室奈美恵 引退の日特番 ～未来へ～』の制作に携わった[11]。
- 2022年10月5日放送のあさイチの #教えて推しライフ!〜声推し〜 企画にて、推し名書きとされるものに掲載された[12]。
- 2024年2月14日放送の #教えて!推しライフ〜バレンタインに届け!この思いSP 企画にて、推し名書きとされるものに掲載された[13]。
- 先輩にあたる神門光太朗アナウンサーと仲が良い[14][15]。

## 現在の担当番組・業務
- コンテンツセンターアナウンスグループ統括
- 岡山県のニュース
- 岡山放送局制作番組の編集責任者
- もぎたて!（編集責任者）
- ひるまえ直送便・岡山（編集責任者）
- @okayama（編集責任者）
- もぎたて!845・645（不定期）
- 緊急報道（岡山放送局発）

## 過去の担当番組

### 福井放送局時代（2010年度 - 2014年度）
テレビ
- 土曜スタジオパーク（2010年5月22日） 新人アナウンサー紹介
- 福井県のニュース・中継・リポート
- おはよう福井
- 東海北陸フレッシュ便 さらさらサラダ
- ニュースザウルスふくい（2010年 - 2014年）
- 仲良しばあちゃん　ちひろとたく（2011年 - 2012年、2015年3月27日）BS放送PR番組
- 着信御礼!ケータイ大喜利－　11月　－（3）（2010年11月21日）リポーター
- おはよう静岡 （2012年5月15日）中継
- 着信御礼!ケータイ大喜利 －　6月　－（1）（2012年6月3日）リポーター
- アイデア対決・全国高等専門学校ロボットコンテスト2012 -東海北陸地区大会-（2012年12月6日）司会・ナレーション
- “相棒”はペット・ロボ 〜高専ロボコン2012 全国大会〜 （2012年12月16日）リポーター
- うまいッ!「北陸の隠れた逸品“越前がれい”〜福井・越前町〜」（2014年1月19日）
- ゆうどきネットワーク「いま旬 一本勝負! 福井県高浜町」（2014年2月26日）リポーター
- ゆうどきネットワーク「福井の名物 へしこで被災地支援」（2014年4月28日）リポーター
- 平成26年度福井県サッカー選手権大会　決勝　～天皇杯　福井県代表決定戦～（2014年6月29日）実況
- 第96回全国高等学校野球選手権　福井大会（2014年7月29日）実況
- あさイチ「JAPAなび 福井“若狭三方五湖エリア”」（2014年7月17日）リポーター
- ひるブラ「“鯖街道”を守りたい!〜福井県・若狭町（わかさちょう）〜」（2014年9月15日）司会
- ひるブラ「発見!隠れた名品“越前漆器”〜福井・鯖江市（さばえし）〜」（2014年9月16日・12月2日）司会
- ゆうどきネットワーク「行ってみたい!表情変えて伝わる笏谷石～福井市～」（2014年10月16日）
- ひるブラ 特選「行ってみた〜い!大型連休☆直前スペシャル」（2015年4月27日）司会

ラジオ
- 情報たら福 （不定期）
- ここはふるさと 旅するラジオ（2011年7月11日 - 14日）
- 今日は一日“新世紀女性アイドル”三昧（2011年12月23日）[16]
- 中部あさいちばん 宮下奈都作「秋の転校生」（2011年11月3日）朗読
- 中部あさいちばん (2012年1月5日）インタビュアー
- 『FMスペシャル 北陸ウイーク』「しあわせ」（2012年2月22日）
- 民謡をたずねて -福井県・若狭町- （1）（2012年12月15日）司会
- 民謡をたずねて -福井県・若狭町- （2）（2012年12月22日）司会
- 民謡をたずねて -福井県・若狭町- （3）（2012年12月29日）司会
- FMジュークボックス「ご当地アイドル」（2013年2月22日）MC NHK金沢放送局
- FMジュークボックス 「北陸“アニメ聖地巡礼”!」（2013年3月15日）MC NHK金沢放送局
- NHKジャーナル シリーズ戦争・平和② ユダヤ難民を救った“人道の港”～福井県敦賀～（2013年8月13日）報告
- ダイノソニック　勝山　音楽フェスティバル（2013年8月31日）インタビュアー
- 『FMスペシャル 北陸ウイーク』「やっぱり福井が好き?!」（2013年11月25日）
- 東海・北陸文学紀行 朝井リョウ作「僕は魔法が使えない」（2014年3月15日）朗読
- ダイノソニック2014～北陸アイドルフェス～（2014年9月13日） MC、インタビュアー
- 東海北陸あさラジオ

### 沖縄放送局時代（2015年度 - 2018年度）
テレビ
- 沖縄県のニュース・中継・リポート
- きんくる 〜沖縄金曜クルーズ〜（不定期）
- おきなわHOTeye（堀越将伸のキャスター代行など）
- NHKニュース 12時台 （2015年4月30日）リポート
- 2016年新春! ニッポン“ふるさとお宝”祭り（2016年1月1日）リポーター
- あさイチ「JAPA-NAVI 冬の沖縄」（2016年1月21日）リポーター
- ろーかる直送便 きんくる〜沖縄金曜クルーズ〜「平良とみさん “おばぁ”の素顔」（2016年2月22日）司会
- ひるブラ「太古を感じる神秘の森〜沖縄・南城市〜」（2016年2月29日）司会
- ひるブラ「家族で支える“海人（うみんちゅ）の島”〜沖縄・奥武島〜｣（2016年3月2日）司会
- スタジオパークからこんにちは きんくる〜沖縄金曜クルーズ〜「最後の同期会〜“ひめゆり”たちの戦後70年〜」（2016年6月16日）司会
- 平成28年沖縄全戦没者追悼式（2016年6月23日）
- きんくるスペシャル 公開生放送 「沖縄魂ここにあり!集まれ!世界のウチナーンチュ」（2016年10月28日）総合（九州沖縄）・NHKワールド JAPAN
- スタジオパークからこんにちは きんくる10年目突入記念!「音楽がつなぐ島と人 船浮音祭りスペシャル!!」（2016年7月12日）
- インタビューここから「具志堅用高」（2017年5月5日）きき手
- きんくるスペシャル「沖縄カタリバ!〜復帰45年と、これから〜」（2017年6月21日）
- 平成29年沖縄全戦没者追悼式（2017年6月23日）
- 第99回全国高校野球選手権沖縄大会 （2017年7月）実況
- あさイチ「JAPA-NAVI 雫石町・盛岡市」▽いまここリレー福井&沖縄（2017年8月31日）リポーター
- 九州沖縄ミライ語りっ! 「どうする!?米軍基地」（2017年9月30日）
- ニュースウオッチ9（リポーター代行、2017年10月12日 - 13日・2018年10月15日 - 26日）
- ひるブラ「生産量・日本一!今が旬!沖縄のモズク 〜うるま市 勝連地区〜」（2018年3月19日）
- ひるブラ「ヒーヤイ!ヒーヤイ!闘牛の里〜沖縄 うるま市〜」（2018年3月21日）
- ニュース845福岡（2018年7月17日、7月18日）
- きんくる〜沖縄金曜クルーズ〜「甲子園100回大会!うちな〜高校野球物語」（2018年8月2日）
- きんくる〜沖縄金曜クルーズ〜「引退直前SP 沖縄からありがとう! 安室奈美恵さん」（2018年9月14日）
- 首都圏ニュース845（2018年10月19日）
- 旬感☆ゴトーチ!「城下町で味わう琉球王朝歴史ロマン〜沖縄 首里〜」（2019年1月28日）
- 旬感☆ゴトーチ!「グスクで楽しむ“季節はずれ”〜沖縄 今帰仁城跡〜」（2019年1月29日）

ラジオ
- 沖縄熱中倶楽部（2015年5月30日・9月26日・12月26日・2016年4月30日・7月30日・10月30日・2017年2月25日・6月24日・2018年1月27日）
- みんな、戦争のこと、知ってる?（2015年8月15日）[17]
- ガチゴエ ～恋愛に苦しむ若者たち～（2015年11月23日）
- うちなぁジョッキー（2016年2月7日）
- 世界に伝えたい沖縄のうた（2016年10月1日）
- 沖縄熱中倶楽部〜世界のウチナーンチュ大会スペシャル〜（2016年10月30日）
- ガチゴエ 〜意識高い系と呼ばないで〜（2016年11月23日）リポーター
- 今日は一日“安室奈美恵”三昧 in OKINAWA（2017年8月14日）[18][19]
- 関西発ラジオ深夜便 ▽人権インタビュー「85歳の同性愛者が歩いてきた日本」ゲイリブ運動の先駆け…南定四郎（2017年12月17日）聞き手
- ラジオ深夜便（2017年12月19日）
- 又吉直樹と堺屋太一の「平成三十年」（2018年4月30日）
- うちなぁジョッキー～世界に伝えたい沖縄のうた～ （2018年8月27日）
- にっぽん列島夕方ラジオ 沖縄熱中倶楽部（2018年6月1日・11月30日・2019年2月15日）
- 安室奈美恵引退の日特番〜未来へ〜（2018年9月16日）リポーター[20][21][22]
- 世界に響け!沖縄のうた ～世界のウチナーンチュ大会グランドフィナーレ～ （2018年12月27日）

### 東京アナウンス室時代（2019年度 - 2022年7月）
テレビ
- ニュース シブ5時（プレゼンター、2019年4月1日 - 2022年3月31日）[23]
- ゆく時代くる時代〜平成最後の日スペシャル〜「大年表&平成ガジェット鑑定ショー」（2019年4月30日）レポーター[24]
- どーも、NHK 『メディア・リテラシー教育への貢献』（2021年2月21日）[25]
- NHKニュース　深夜帯（2021年5月21日・12月3日）
- NHKニュースおはよう日本・関東甲信越『防災・エレベーター』（2022年7月9日）[26]
- 首都圏ネットワーク （2022年4月4日 - 2022年7月29日）[27]ナビゲーター[28]
主に首都圏ニュースランキング・TrendPicksを担当
- NHKニュース 12時台　首都圏のニュース（2022年5月17日・6月15日）

ラジオ
- ラジオ深夜便（2019年4月26日）
- ニュース (2019年6月1日）
- らじるの時間（2019年9月21日 - 25日）
- 第71回NHK紅白歌合戦（2020年12月31日） サイド[29]
- キクコトノミライ。〜ラジオ100年プロジェクト〜（R1・ラジオ第1）司会 （2021年3月22日）
- キクコトノミライ。〜ラジオ100年プロジェクト〜 VOL.2 「ポッドキャスト」(R1・ラジオ第1）司会 （2021年8月11日）[30]
- キクコトノミライ。〜ラジオ100年プロジェクト〜 VOL.3 「ネットの音声ニュース・ラジオニュース」(R1・ラジオ第1）司会 （2021年9月23日）[31]
- キクコトノミライ。〜ラジオ100年プロジェクト〜 放送記念日特番 「ラジオ・音声コンテンツの今、そして未来」(R1・ラジオ第1）司会 （2022年3月21日）[32]
- ラジオ新番組大集合スペシャルVOL.1（2022年3月30日）[33]
- アナウンサー百年百話「戦後・沖縄初のアナウンサー川平朝清さん（前編）」（R2・ラジオ第2）司会（2022年5月4日）[34][35]
- アナウンサー百年百話「戦後・沖縄初のアナウンサー川平朝清さん（後編）」(R2・ラジオ第2）司会（2022年5月11日）[36]
- 美ら島沖縄のチャンプルー文化～アーカイブスでたどる50年～ （R1・ラジオ第1）司会（2022年5月14日）[37][38]
- アナウンサー百年百話「車は左側通行に!“730大作戦”」(R2・ラジオ第2）司会（2022年5月18日）[39]
- アナウンサー百年百話「沖縄を伝え継ぐ」（R2・ラジオ第2）司会（2022年5月25日）[40]
- らじるの時間（2021年3月14 - 16日、19 - 22日、2022年3月29日、4月5日、20日、6月13日、15日、7月11日、13日）
- ラジオ100年プロジェクト キクコトノミライ（2022年4月22日、5月20日、6月17日、7月15日）[41]

ポッドキャスト
- 朝日新聞ポッドキャスト #367 なんとNHKが取材にきた! せっかくだから番組にしてみました（2021年9月23日）ゲスト[42]

その他
- NHKウイークリーステラ アナウンサーコラム　ここだけの話（2020年6/12号23頁、2020年9/4号41頁、2020年11/13号45頁、2021年2/5号35頁）
- つながる!NHKメディア・リテラシー教室（2021年6月4日）進行[43]
- つながる!NHKメディア・リテラシー教室（2021年10月7日）進行[44]
- Japan Prize 日本賞「ソーシャルディスタンス」時代のデジタルメディア/ デジタルメディアが生み出す未来と課題（2021年11月6日）[45][46] モデレーター
- つながる!NHKメディア・リテラシー教室（2022年1月20日）進行[47]
- つながる!NHKメディア・リテラシー教室（2022年6月16日）進行[48]
- シュトボーMeeting 司会進行 (2022年7月24日）

### 展開センター時代（2022年8月 - 2025年6月）
テレビ
- #NHK（2022年9月1日）[49]
- 首都圏ネットワーク（2022年8月3日、2023年1月31日）
- 明日をまもるナビ （83）防災情報の活用で、命と暮らしを守ろう　「動画でわかる!防災のヒント」VTR出演 (2023年5月28日）
- 令和6年能登半島地震の災害報道対応による金沢放送局への応援派遣
  - 正午のニュース、能登半島地震 ライフライン情報（12時台）、かがのとイブニング（2024年1月25日） - 珠洲市から中継リポート
  - 正午のニュース、能登半島地震 ライフライン情報（12時台）、かがのとイブニング（2024年1月26日） - 珠洲市から中継リポート
  - 正午のニュース、能登半島地震 ライフライン情報（12時台）（2024年1月27日） - 七尾市から中継リポート
  - 正午のニュース、能登半島地震 ライフライン情報（12時台）（2024年1月28日） - 志賀町から中継リポート
- #NHK（2024年9月18日）[50]

ラジオ
- ラジオ100年プロジェクト キクコトノミライ
(R1・ラジオ第1（2022年4月22日 - 2023年3月17日まで月1回レギュラー放送（基本的に毎月第3金曜日）、
以後、特別番組として不定期放送）[51][52]司会[53]
- らじるの時間（R1・ラジオ第1）(2022年8月17日、9月14日[54]、10月19日[55]、11月16日[56]、12月15日[57]、2023年1月18日[58]、3月15日[59]、5月20日 - 5月26日[60]）
- ラジオ100年プロジェクト キクコトノミライ (2022年8月19日、9月16日、10月21日、11月18日、12月16日、2023年1月20日、2月17日、3月17日)[61]）MC
- ラジオ100年プロジェクト キクコトノミライ 放送記念日特集 20時台 21時台 『キクコトノイマとミライ』（2023年3月21日）[62] MC
- マイあさ!（2023年5月19日）[63] コーナー司会
- ラジオ100年プロジェクト ラジオ100年まであと1年　第2部　「各局横断生放送　語れ!ラジオの魅力」（2024年3月20日）[64][65]
- ラジオ100年プロジェクト ラジオ100年まであと1年　第3部　「ラジオ100年の先へ　キクコトノミライ」（2024年3月20日）[66][67]
- ラジオ100年プロジェクト キクコトノミライ 2024夏 15時台（2024年8月24日）[68] MC
- ラジオ100年プロジェクト キクコトノミライ 2024夏 16時台（2024年8月24日）[69] MC
- ラジオ100年プロジェクト キクコトノミライ いよいよ放送100年!SP 午後0時台（2025年2月24日）[70] MC
- ラジオ100年プロジェクト キクコトノミライ いよいよ放送100年!SP 午後1時台（2025年2月24日）[71] MC

その他
- つながる!NHKメディア・リテラシー教室　進行（2022年10月28日）[72]
- 日本教育工学会 SIG-ML　第1回研究会　模擬講座・実践報告
NHK「つながる!NHKメディア・リテラシー教室」（2022年12月11日）[73][74]
- NHKのメディア・リテラシー教育、偽・誤情報等への取り組み（宇治橋祐之と共著）掲載（2023年2月）[75]。
- 「What's News Literacy?　早稲田大学 × 読売新聞社 プロフェッショナルズ・ワークショップ」掲載（2023年5月） [76]。
- JICA MAGAZINE 私達のSDGs 「小学生が楽しく学ぶ メディア・リテラシー教室」掲載 (2023年6月1日）[77][78]。
- つながる!NHKメディア・リテラシー教室（2023年7月13日）進行[79]
- 災害報道のビジュアライズの最前線 ～アメダスからビッグデータ、メタバースまで～ (2023年9月23日）司会進行[80][81][82]
- つながる!NHKメディア・リテラシー教室（2023年12月1日）進行[83]
- 学校現場とメディアを繋ぐ体験型イベント「フェイク」時代を生き抜くために　――メディアが行う授業とは（2023年12月10日）進行[84][85][86]
- つながる!NHKメディア・リテラシー教室（2024年2月7日）進行[87]
- つながる!NHKメディア・リテラシー教室（2024年3月5日）進行[88][89]
- 愛知教育大学 フェイクニュース時代のメディア情報リテラシーの学びに向けた2023年度報告会と2024年度の開発に向けたミーティング（2024年3月30日）講評[90]
- 富士宮市立黒田小学校　【6年】キャリア教育（アナウンサー）（2024年6月18日）講師[91]
- 学校現場とメディアを繋ぐ体験型イベント 第2回「フェイク」時代を生き抜くために　――メディアが行う授業とは?（2024年7月27日） 進行
- NHKプラス（プレイリスト編集）[7][92]
- つながる!NHKメディア・リテラシー教室[7][93][94][95][96][97][98][99][100]

- ウェブ記事作成[97][101][102]
- SNS用動画制作[97]
- NHK放送博物館運営[103][104][105]

岡山放送局時代（2025年7月 - ）